# Université Mohammed V - Agdal
Pour les articles homonymes, voir Université Mohammed V.
L'université Mohammed V - Agdal (en arabe : جامعة محمد الخامس - أڭدال) est une ancienne institution d’enseignement public supérieur et de recherche scientifique marocaine, à but non lucratif. Elle est située à l'Agdal, un quartier de Rabat, au Maroc.
Elle est classée 22e dans le classement régional 2016 des universités arabes (U.S.News & World Report).
Le 12 mai 2014, le décret de fusion des deux universités publiques de Rabat est signé pour une fusion effective au 1er septembre 2014, créant ainsi la nouvelle entité Université Mohammed V de Rabat.

## Histoire
Créée à l'aube de l'indépendance, l'Université Mohammed V avait pour but la formation des futurs cadres du Maroc et aussi le regroupement des établissements d'enseignements créés durant la période du protectorat. Elle a parrainé, durant plusieurs années et jusque vers 1975, les établissements d’enseignement supérieur de plusieurs villes marocaines comme Fès, Tétouan, Tanger, Kénitra et Casablanca, qui disposent actuellement d'universités. En 1992, l'Université Mohammed V a été coupé en deux universités : Université Mohammed V Agdal et Université Mohammed V Souissi. L'université Mohammed V Agdal a existé pendant 22 ans avant d'être fusionné avec l'Université Mohammed V Souissi pour faire renaitre l'Université Mohammed V de Rabat.

## Missions
Selon la loi marocaine no 01-00 portant sur organisation de l'enseignement supérieur, l'université Mohammed V avait pour rôle :
- la contribution au renforcement de l'identité islamique et nationale ;
- la formation initiale et la formation continue ;
- le développement et la diffusion du savoir, de la connaissance et de la culture;
- la préparation des jeunes à l'insertion dans la vie active notamment par le développement des savoir-faire ;
- la recherche scientifique et technologique ;
- la réalisation d'expertises ;
- la contribution au développement global du pays ;
- la contribution à la promotion des valeurs universelles.

## Établissements
L'université Mohammed V - Agdal comprenait aujourd'hui huit établissements, dont la liste est la suivante :
| Établissement                                                    | Ville | Création | Ouverture |
| ---------------------------------------------------------------- | ----- | -------- | --------- |
| Université Mohammed V                                            | Rabat | 1959     | 1957      |
| Faculté des sciences juridiques, économiques et sociales - Agdal | Rabat | 1959     | 1957      |
| Faculté des lettres et des sciences humaines                     | Rabat | 1959     | 1957      |
| Faculté des sciences de Rabat                                    | Rabat | 1959     | 1957      |
| École Mohammadia d'ingénieurs                                    | Rabat | 1959     | 1959      |
| École supérieure de technologie                                  | Salé  | 1991     | 1993      |
| École normale supérieure : ENS Takaddoum                         | Rabat | 1978     | 1978      |
| Institut des études hispano-lusophones                           | Rabat | 2002     | 2007      |
| Institut scientifique de Rabat                                   | Rabat | 1975     | 1920      |